# Cartierul C.F.R. din Bacău
C.F.R. este unul din cele 11 cartiere al municipiului Bacău. Se află în vestul orașului, lângă cartierele 6 Martie și Bacovia. 